# KV35
KV35 i Konungarnas dal utanför Luxor i Egypten var begravningsplats för farao Amenhotep II under Egyptens artonde dynasti. Amenhotep II är tillsammans med Tutankhamon de enda faraonerna vars mumie har hittats i dess ursprungliga grav. Graven är uthuggen i berget i en västlig gren från huvudwadin i dalen förbi KV57. Graven hittades 1898 av Victor Loret.
Utöver att vara grav för Amenhotep II (mumie CG 61096 som hittades i sarkofagen) användes KV35 under Egyptens tjugoförsta dynasti som gömställe för mumierna av:
- Thutmose IV (mumie CG 61073) hittades i kammare Jb.[1][3][4]
- Amenhotep III (mumie CG 61074) hittades i kammare Jb.[3][5]
- Merneptah (mumie CG 61079) hittades i kammare Jb.[6][7][4]
- Seti II (mumie CG 61081) hittades i kammare Jb.[6][7][4]
- Siptah (mumie CG 61080) hittades i kammare Jb.[6][7][4]
- Ramses IV (mumie CG 61084) hittades i kammare Jb.[6][8][4]
- Ramses V (mumie CG 61085) hittades i kammare Jb.[6][8][4]
- Ramses VI (mumie CG 61086) hittades i kammare Jb.[6][8][4]
- Tiye "The Elder Lady" (mumie CG 61070) hittades i kammare Jc.[6][3][5]
- oidentifierad prins (eventuellt Webensenu, Amenhotep II:s son) (mumie CG 61071) hittades i kammare Jc.[6][9][4]
- "The Younger Lady"  (mumie CG 61072) hittades i kammare Jc.[6][3][9][4]
- oidentifierad "kvinna D" eventuellt Tausret (mumie CG 61082) hittades i kammare Jb.[6][9][4]
- Eventuellt Setnakhte hittades i en båt i förkammaren.[6][9][4]
- oidentifierad mumie/kranium hittad i brunnkammaren.[6] Eventuellt tillhörande Merytre-Hatshepsut (Amenhotep II:s mor).[4][2]